# Faleria
Faleria là một đô thị ở tỉnh Viterbo trong vùng Latium của Ý, có cự ly khoảng 35 km về phía bắc của Roma và khoảng 35 km về phía đông nam của Viterbo. Tại thời điểm ngày 31 tháng 12 năm 2004, đô thị này có dân số 2.136 người và diện tích là 25,7 km².
Faleria giáp các đô thị: Calcata, Castel Sant'Elia, Civita Castellana, Mazzano Romano, Rignano Flaminio, Sant'Oreste.